# Lê Quốc Trân
Lê Quốc Trân là một tướng lĩnh Công an nhân dân Việt Nam, cấp bậc Thiếu tướng. Ông là vị Tư lệnh đầu tiên và là cuối cùng của Sở Cảnh sát Phòng cháy chữa cháy thành phố Hải Phòng.

## Tiểu sử
Lê Quốc Trân là đảng viên Đảng Cộng sản Việt Nam.
Ông từng kinh qua nhiều chức vụ tại Công an thành phố Hải Phòng. Trước tháng 10 năm 2009, ông là Trưởng Công An Quận Ngô Quyền, thành phố Hải Phòng.
Sáng ngày 14 tháng 10 năm 2009, Bộ trưởng Bộ Công an đã có Quyết định bổ nhiệm Thượng tá Lê Quốc Trân giữ chức vụ Phó Giám đốc Công an thành phố Hải Phòng.
Ngày 21 tháng 9 năm 2011, Trung tướng Bùi Quang Bền, Ủy viên TW Đảng, Thứ trưởng Bộ Công an đã công bố Quyết định của Bộ trưởng Bộ Công an Tô Lâm về Quyết định điều động, bổ nhiệm đồng chí Đại tá Lê Quốc Trân, Phó Giám đốc Công an thành phố Hải Phòng giữ chức vụ Giám đốc Cảnh sát Phòng cháy chữa cháy thành phố Hải Phòng. Sau đó 1 tháng, ngày 22 tháng 10 năm 2011, Sở Cảnh sát Phòng cháy và chữa cháy thành phố Hải Phòng chính thức được thành lập.
Trước tháng 1 năm 2015, ông được Thủ tướng Chính phủ Việt Nam Nguyễn Tấn Dũng phong quân hàm Thiếu tướng Công an nhân dân Việt Nam.
Sáng ngày 5 tháng 9 năm 2018, Công an thành phố Hải Phòng tổ chức lễ công bố quyết định của Bộ trưởng Bộ Công an về việc sát nhập Sở Cảnh sát Phòng cháy chữa cháy thành phố Hải Phòng về Công an thành phố Hải Phòng. Đồng thời, buổi lễ cũng công bố các quyết định của Đại tướng Tô Lâm về việc để đồng chí Thiếu tướng Lê Quốc Trân, nghỉ công tác chờ đến đủ tuổi nghỉ hưu. Tại thời điểm về hưu, ông là người đầu tiên và cũng là cuối cùng giữ chức vụ Giám đốc Cảnh sát Phòng cháy chữa cháy thành phố Hải Phòng.

## Lịch sử thụ phong quân hàm
| Năm thụ phong | 2014        |
| ------------- | ----------- |
| Quân hàm      |             |
| Cấp bậc       | Thiếu tướng |